# Jason McCarthy
Jason Sean McCarthy (7 november 1995) is een Engels voetballer die zowel als centrale verdediger en als rechtsback kan spelen. Hij stroomde in 2014 door vanuit de jeugd van Southampton.

## Clubcarrière
McCarthy is afkomstig uit de jeugdacademie van Southampton. Gedurende het seizoen 2012/13 ondertekende hij zijn eerste profcontract. Op 24 september 2013 zat hij voor het eerst op de bank in het League Cup-duel tegen Bristol City. Op 26 december 2014 debuteerde McCarthy in de Premier League in het uitduel tegen Crystal Palace. Hij mocht van coach Ronald Koeman na 87 minuten invallen voor Nathaniel Clyne. Southampton won de wedstrijd met 1–3 na doelpunten van Sadio Mané, Toby Alderweireld en Ryan Bertrand. Crystal Palace maakte vier minuten voor affluiten gelijk via Scott Dann.

## Statistieken
| Club        | Seizoen | Premier League | Premier League | FA Cup | FA Cup | League Cup | League Cup | Europa | Europa | Andere | Andere | Totaal | Totaal |
| Club        | Seizoen | Wed            | Goals          | Wed    | Goals  | Wed        | Goals      | Wed    | Goals  | Wed    | Goals  | Wed    | Goals  |
| ----------- | ------- | -------------- | -------------- | ------ | ------ | ---------- | ---------- | ------ | ------ | ------ | ------ | ------ | ------ |
| Southampton | 2014–15 | 1              | 0              | 0      | 0      | 0          | 0          | 0      | 0      | 0      | 0      | 1      | 0      |
| Southampton | Totaal  | 1              | 0              | 0      | 0      | 0          | 0          | 0      | 0      | 0      | 0      | 1      | 0      |